# Festival OTI da Canção 1975
Esta foi a quarta edição do Festival da OTI, realizada em San Juan, nos Estúdios do Canal 2 Telemundo.
O festival foi ganho por Gualberto Castro, do México.

## Resultados
| #   | País                  | Idioma     | Artista              | Canção                                   | Tradução para português              | Posição | Pontuação |
| --- | --------------------- | ---------- | -------------------- | ---------------------------------------- | ------------------------------------ | ------- | --------- |
| 1º  | Bolivia               | Castelhano | Óscar Roca           | "Por esas cosas te amo"                  | Por estas coisas te amo              | 17º     | 0         |
| 2º  | El Salvador           | Castelhano | Eduardo Fuentes      | "Trataré de olvidarte"                   | Vou tentar-te esquecer               | 17º     | 0         |
| 3º  | Peru                  | Castelhano | Gladys Mercado       | "Qué lindo es el amor"                   | Que lindo é o amor                   | 10º     | 3         |
| 4º  | Chile                 | Castelhano | Osvaldo Díaz         | "Yo soy"                                 | Eu sou                               | 5º      | 5         |
| 5º  | Espanha               | Castelhano | Cecilia              | "Desejo"                                 | Amor de meia-noite                   | 2º      | 14        |
| 6º  | Brasil                | Português  | Raphael              | "Desejo"                                 | Desejo                               | 8º      | 4         |
| 7º  | Argentina             | Castelhano | Marty Cosens         | "Dos habitantes"                         | Dois habitantes                      | 10º     | 3         |
| 8º  | Guatemala             | Castelhano | Mario Vides          | "Vivirás pensando en alguien más"        | Viverás a pensar noutra pessoa       | 14º     | 2         |
| 9º  | Nicarágua             | Castelhano | Mauricio Peña        | "Quiero agradecer al mundo"              | Quero agradecer ao mundo             | 8º      | 4         |
| 10º | Estados Unidos        | Castelhano | José Antonio         | "Para ganar tu corazón"                  | Para ganhar o teu coração            | 5º      | 5         |
| 11º | Porto Rico            | Castelhano | Los Hispanos         | "Adónde vas, amigo"                      | Onde vais, amigo                     | 5º      | 5         |
| 12º | Antilhas Neerlandesas | Castelhano | George Willems       | "Una flor en el balcón"                  | Uma flor na varanda                  | 10º     | 3         |
| 13º | Colômbia              | Castelhano | Leonor González Mina | "Campesino de ciudad"                    | Camponês da cidade                   | 3º      | 10        |
| 14º | Uruguai               | Castelhano | Ricardo Montaña      | "Quiero nacer"                           | Quero nascer                         | 10º     | 3         |
| 15º | Venezuela             | Castelhano | Mirla Castellanos    | "Soy como el viento, soy como el mar"    | Sou como o vento, sou como o mar     | 3º      | 10        |
| 16º | México                | Castelhano | Gualberto Castro     | "La felicidad"                           | A felicidade                         | 1º      | 20        |
| 17º | República Dominicana  | Castelhano | Luchi Vicioso        | "La vida está intranquila"               | A vida é inquieta                    | 14º     | 2         |
| 18º | Equador               | Castelhano | Miriam Constante     | "Quiero componer el mundo con mis manos" | Quero compor o mundo com minhas mãos | 17º     | 0         |
| 19º | Panamá                | Castelhano | Pablo Azael          | "Tú y yo"                                | Tu e eu                              | 14º     | 2         |

## Audiência e impacto
Desta vez, os números de audiência foram um pouco mais baixos, devido à divulgação técnica que a Telemundo teve de enfrentar durante a exibição internacional do Festival OTI fora de Porto Rico. Devido a esses problemas, os fãs da OTI não puderam ver a primeira parte do evento. De qualquer forma, o festival foi visto por uma grande parte do público latino-americano e foi considerado pela Telemundo um sucesso não só para a emissora, mas também para Porto Rico como apresentador de eventos internacionais.
Como aconteceu dois anos antes com Imelda Miller, o público mexicano viu com grande interesse a vitória do seu concorrente Gualberto Castro e foi calorosamente recebido de volta à Cidade do México.